# アジア・アフリカ諸国大学
アジア・アフリカ諸国大学（アジア・アフリカしょこくだいがく、ロシア語: Институт стран Азии и Африки）はロシアのモスクワ国立大学群の中の大学の一つで、1956年に創立された。IAASともいう。

## 沿革
1956年、「東洋語大学」として創立。日本語、中国語、インド語、ペルシア語、東南アジア言語・モンゴル語・朝鮮語学科など。日本語コースはN.パユソフが主任であった。
1962年、「日本語学科」が「極東東洋語学科」から独立。初代学科長はI.ゴロヴニン教授（1997年に旭日章を受賞）。
1972年、現在の校名に改称。
1995年、裏千家の茶室が開かれる。
2013年、ロシアで最初の「東洋学博物館」が開館。
2014年、日本語学科が「国際交流基金賞」を受賞。

## 学科

### アジア言語
中国語、日本語、朝鮮語、ベトナム語、モンゴル語、タイ語、ビルマ語、フィリピン語、ペルシア語、パシュトー語、アラビア語、トルコ語、ヘブライ語、サンスクリット語、ヒンディー語、ウルドゥー語、ダリ語、クメール語（カンボジア語）、マレーシア語など

### アフリカ言語
スワヒリ語、ハウサ語、アムハラ語、アフリカーンス語、フラニ語

### 学位
文献学（「アジアとアフリカの言語と文学」）、歴史、政治学と経済学：研究所の卒業生は、4つのプロファイルのいずれかで、「アジア・アフリカ研究」というで卒業証書が授与される。

## 日本語学科の主な卒業生
研究者
- L.エルマコワ
- D.ストレリツォフ - 「ロシア日本研究者協会」の会長
- A.メシャリコフ
- V.モロディャコフ

外交官
- セルゲイ・カストルノフ
- ミハイル・ガルージン
- ゲオルギー・クナーゼ
- ヴァシリー・サプリン
- V.ドブロヴォリスキー

翻訳家
- グリゴーリイ・チュハルティシビリ - 筆名 ボリス・アクーニン
- タチアナ・デリュシナ - 『源氏物語』の翻訳で有名